# 斜封官
斜封官，亦稱墨敕斜封官，由於任命狀是斜封著從側門交付於中書省執行，且其上所書「敕」字用墨筆，故得名。為唐朝銓授官員的人事制度。

## 沿革
依唐朝定制，官员的任命需经过中书省提名和门下省核对放可下发任命敕书。皇帝和宰相掌管五品以上的官員之受職和遷轉，以及六品以下的一些清要官職的任命權，吏部則主要主持六品以下官員之受職升遷。
但是唐中宗受武则天专制影响，也不经两省而径自封拜官职。但他心怯，自觉难为情，故他装置诏敕的封袋，不敢照常规样式封发，而改用斜封。所书“敕”字，也不敢用朱笔，而改用墨笔，此即表示此项命令未经中书门下两省，而要请下行机关马虎承认之意。当时称为“斜封墨敕”。
当时唐中宗私下所封之官，时人称之为“斜封官”，起初斜封官为一般人所看不起，「凡數千員。內外盈濫，無廳事以居。」此事在当时便认为不妥，值得大书特书。「睿宗立，罷斜封官千餘人，俄詔復之。」其後，斜封官與使相至中晚唐日益冗濫。斜封官通常在官銜之前冠上「正」「试」「摄」「检校」「判」「知官」等名目。